# Les Quadres
|  | Per a altres significats, vegeu «Les Quadres (Pessonada)». |

Les Quadres és un mas al terme municipal de Calonge de Segarra (Anoia) inclòs a l'Inventari del Patrimoni Arquitectònic de Catalunya. El petit nucli de les Quadres, agregat de Calonge de Segarra, està format per un mas molt remodelat, conjunt de magatzems agrícoles i la capella de Sant Joan adossada al cementiri particular.
L'edifici principal de les Quadres, correspon a la residència particular dels seus propietaris, el primitiu mas fortificat. L'edifici se'ns presenta, de planta rectangular, amb dos trespols que separen la planta baixa, primer i segon pis, façana principal orientada a llevant i coberta a doble vessant amb aiguavessos escopint als costats. Davant la façana d'ingrés s'hi basteix un baluard que, alhora feia funcions defensives mitjançant un tancat, s'hi adossaven les diverses dependències d'ús agrícola i ramader, que amb el temps s'han transformat en dependències més modernes vinculades al món de la pagesia del segle xx. L'obra presenta un parament paredat amb restes de revestiment arrebossat amb morter, a les façanes laterals; així com, l'ús de carreus ambdós arestes i obertures de la façana principal de l'edifici.
A l'exterior d'aquest recinte, a la zona de la primitiva era agrícola, trobem d'altres dependències emprades com a magatzems.
Vora el camí d'accés al nucli de les Quadres, trobem aïllada la capella de Sant Joan, dins del conjunt del cementiri. Es tracta d'un edifici d'una nau, planta rectangular, coberta interior amb volta de canó i capçalera plana. La coberta exterior és a doble vessant i realitzada amb teula àrab. La façana principal oberta al camí d'accés, trobem la porta d'ingrés a l'edifici, estructurada a partir d'una estructura d'arc de mig punt adovellat. Un petit campanar d'espadanya, d'un ull amb arc de mig punt, corona una de les façanes laterals de l'edifici. Aquesta capella presenta un parament obrat amb carreus mitjans, formant filades horitzontals.